# Прапор Гар'юмаа
Прапор Гар'юмаа (ест. Harjumaa lipp) є офіційним символом Гар'юмаа, одного з повітів Естонії.

## Опис
Прапор становить собою прямокутне полотнище зі співвідношенням ширини до довжини як 7:11, яке складається з двох рівновеликих горизонтальних смуг: верхньої білої та нижньої зеленої. Посередині білої смуги розміщено герб повіту.
Стандартний розмір прапора — 105x165 см.

## Історія
Прапор офіційно впроваджено 24 грудня 1996 року.